# 니하오 카이란
니하오 카이란(Ni Hao, Kai-Lan)은 니켈로디언 애니메이션 스튜디오에서 제작한 미국 애니메이션 어린이 TV 시리즈이다. 이 작품은 다운워드 도그하우스(Downward Doghouse)라는 닉 주니어(Nick Jr.)의 세 편의 삽입 단편 시리즈로 시작되었다. 첫 번째 전체 에피소드는 처음에 미국 니켈로디언의 닉 주니어 블록에서 2007년 가을에 초연될 예정이었으나 중국 설날에 맞춰 2008년 2월 7일로 연기되었다.
니하오 카이란은 이중 문화(중국계 미국인) 가정에서 자란 쇼 제작자 저우카이란(周凱蘭)의 어린 시절 추억을 바탕으로 한다. "니하오"(你好)는 중국어로 "안녕하세요"를 의미하고 카이란(凯兰)은 저우카이란이 태어날 때 부여된 중국 이름으로 나중에 Karen으로 영어화되었다.
처음 두 시즌은 각각 20개의 에피소드로 구성되었다. 세 번째 시즌은 두 부분으로 구성된 시리즈 피날레로 구성되었다. 사샤 팔라디노(Sascha Paladino)는 이 쇼의 수석 작가이자 개발자였다.
전체 시리즈는 2021년 1월 19일 파라마운트+(당시 CBS 올 액세스)에서 출시되었다.